# Sprengel Museum
Lo Sprengel Museum è un museo di arte moderna situato ad Hannover, in Germania.
Il museo è stato inaugurato nel 1979, mentre nel 1992 si sono avuti dei lavori di ampliamento dell'edificio.
Il museo è sostanzialmente diviso in tre sezioni, la "Sprengel Collection", formata dalla collezione donata nel 1969 dell'industriale Bernhard Sprengel, co-finanziatore e principale ispiratore del museo, la collezione di stato della Bassa Sassonia, e la collezione della città di Hannover.
Il museo ospita, tra i tanti artisti, opere di Niki de Saint Phalle, Kurt Schwitters, Max Ernst, Fernand Léger, Paul Klee, Pablo Picasso, Emil Nolde, Max Beckmann, James Turrell, El Lissitzky, Neue Sachlichkeit e Robert Michel.